# Chapeau Manouche
Chapeau Manouche ist ein Sinti-Swing-Quartett (oder auch Gypsy-Jazz genannt) aus Oldenburg (Oldb).

## Wirken
Angelehnt an die Musik des Jazzgitarristen Django Reinhardt spielt das 2008 gegründete Quartett konzertanten Swing mit zwei Gitarren, Geige und Kontrabass. Die Musiker interpretieren Swing- und Chanson-Klassiker der 1920er- und 1930er-Jahre sowie eigene Kompositionen und treten damit auf Bühnen und in Jazz-Clubs auf. Das Ensemble gewann 2010 den Preis des Summerjazz-Festivals der Stadt Pinneberg und trat seitdem auf mehreren bekannten Festivals auf.
Im Jahr 2012 nahm es gemeinsam mit Michael Brammann sein erstes Album Vendredi Soir auf. 2016 folgte das zweite Album The Best Things in Life Are Free.
Zunehmend arbeitete das Quartett auch mit anderen Künstlern zusammen, wie mit Martin Weiss, der Sängerin Katja Knaus (auf ihrer aktuellen CD, sowie bei gemeinsamen Auftritten), der North West Concert Band oder 2016 bei der Theaterproduktion „Der Jazzdirigent“ in der Oldenburger Kulturetage.

## Festivalauftritte
- 2013, 2018: Jazzfest Gronau[4][5]
- 2014, 2015, 2019: Rheingau Musik Festival[6]
- 2016, 2017, 2019: Schleswig-Holstein Musik Festival[7]
- 2016: Musiktage Salzgitter[8]

## Diskografie
Alben
- 2012: Vendredi Soir (Label – footprintsmusic, aufgenommen von Michael Brammann)
- 2016: The Best Things in Life Are Free (Label – footprintsmusic, aufgenommen im Noiseless Tonstudio)

Live-DVD
- Konzertmitschnitt vom 6. März 2015 in der Kulturetage, gemeinsam mit Martin Weiss und Janko Lauenberger

## Auszeichnungen
- 2010: Auszeichnung in der Kategorie Swing – SummerJazz Pinneberg
- 2019: Nominierung für den Kulturpreis Nordwest für Musik – Kulturbörse Nordwest[9]